# Benzylisochinolinové alkaloidy

Benzylisochinolin, molekula tvořící základ benzylisochinolinových alkaloidů

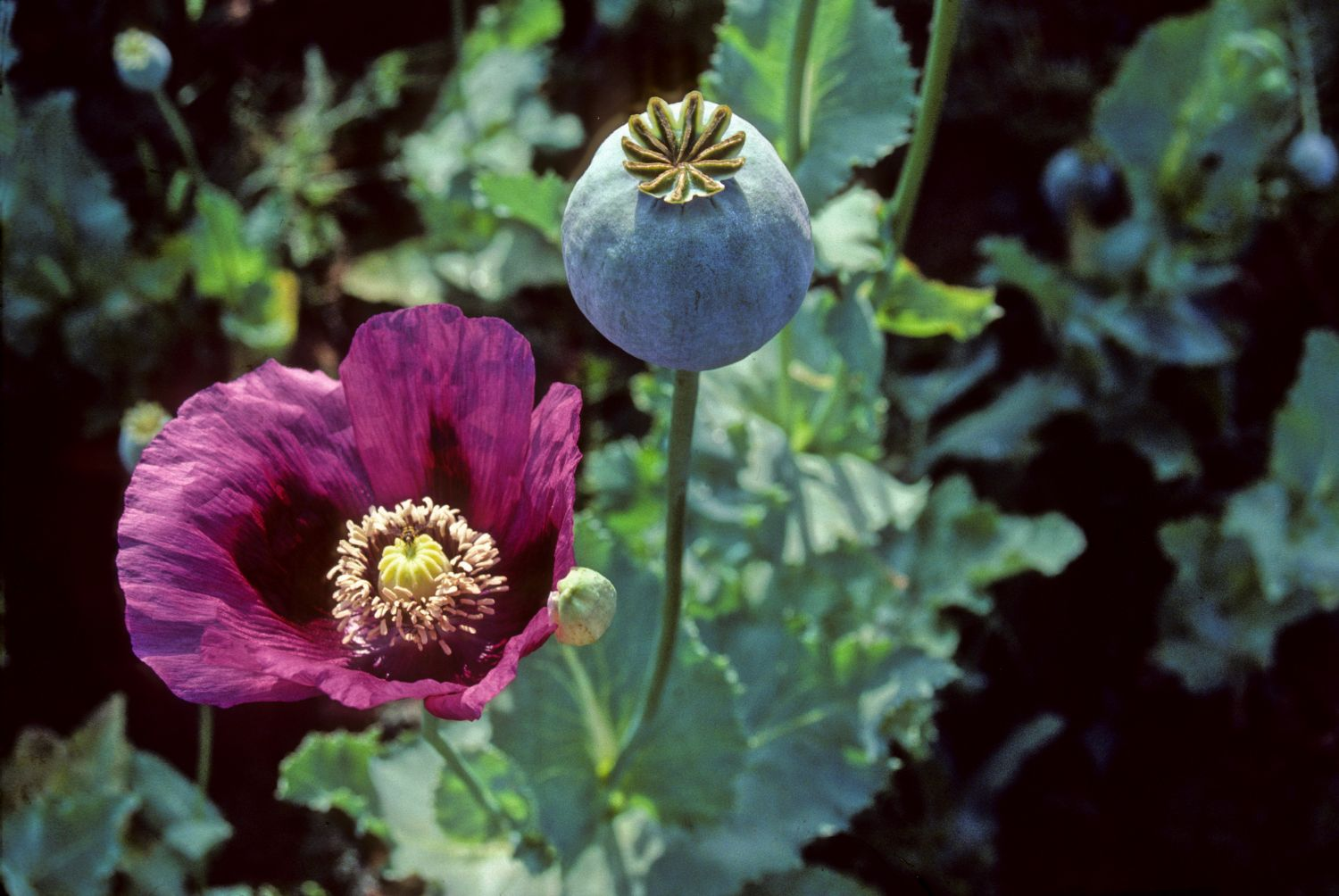
Plod a květ máku setého

Benzylisochinolinové alkaloidy jsou skupina přírodních látek patřících mezi alkaloidy, které obsahují benzylisochinolinové skupiny; řadí se sem také benzyl(tetrahydro)isochinolinové alkaloidy.

## Výskyt
Benzylisochinolinové alkaloidy se vyskytují v makovitých, láhevníkovitých, a vavřínovitých rostlinách. Známé jsou z druhů používaných na výrobu opia, a také ze samorostlíků.

## Příklady
Je známo přes 2500 biologicky účinných benzylisochinolinových alkaloidů. Dělí se, podle své struktury, na řadu skupin: aporfiny, ftalidisochinolinové alkaloidy, morfinany, protoberberinové alkaloidy, a paviny.; k jednotlivým látkám tohoto druhu náleží například papaverin a benzyltetrahydroisochinoliny retikulin a laudanosin.

Papaverin
(+)-retikulin
(+)-laudanosin

## Vlastnosti
Papaverin má vazodilatační a spazmolytické účinky.

## Biosyntéza
Biosyntéza benzylisochinolinových alkaloidů začíná u aminokyseliny tyrosinu, který se hydroxylací a dekarboxylací  mění na dopamin a oxidační deaminací na 4-hydroxyfenylacetaldehyd. Druhá z těchto sloučenin za přítomnosti enzymu norkoklaurinsyntázy kondenzuje s dopaminem, čímž vznikne benzylisochinolinové jádro.
Benzylisochinoliny vzniklé touto posloupností reakcí, například retikulin, mohou mít různé substituenty.